# Thapsagus pulcher
Genre
Espèce
Thapsagus pulcher, unique représentant du genre Thapsagus, est une espèce d'araignées aranéomorphes de la famille des Linyphiidae.

## Distribution
Cette espèce est endémique de Madagascar.

## Description
La femelle holotype mesure 1,3 mm.

## Publication originale
- Simon, 1894 : Histoire naturelle des araignées. Paris, vol. 1, p. 489-760 (texte intégral).